# Бигарды
Бигарды — поселок в Аргаяшском районе Челябинской области. Входит в состав Камышевского сельского поселения.
Поселок образован в 1963 при 2-м отделении совхоза «Аргазинский».

## География
Расположен в центральной части района, на берегу озера Бигарды. Расстояние до районного центра, села Аргаяш, 8 км. В 1 км к северо-западу проходит ЮУЖД (участок Челябинск — Верхний Уфалей).
Около поселка располагается озеро Бигарда. Длина 1000 метра, ширина 900 метра, макс. глубина 100 см. Относится к котлованному типу водоемов.

## Население
| 2002 | 2010 |
| ---- | ---- |
| 177  | ↘150 |

(в 1970 — 219, в 1983 — 224, в 1995 — 209)

## Улицы
- Набережная улица
- Рабочая улица
- Солнечная улица
- Южная улица
- Зеленая улица
- Новая улица